# White Fox
White Fox Co., Ltd. (japoneză: 株式会社 WHITE FOX, Kabushiki gaisha Howaito Fokkusu), este un studio japonez de anime fondat în 2007 de Gaku Iwasa. Printre cele mai de succes titluri ale studioului fac parte adaptări ale Steins;Gate, Re:Zero − Starting Life in Another World și Akame ga Kill!

## Producții

### Seriale TV
- Tears to Tiara (2009)
- Katanagatari (2010)
- Steins;Gate (2011)
- Jormungand (2012)
- Jormungand: Perfect Order (2012)
- The Devil Is a Part-Timer! (2013)
- SoniAni: Super Sonico The Animation (2014)
- Is the Order a Rabbit? (2014)
- Akame ga Kill! (2014)
- Utawarerumono: The False Faces (2015)
- Is the Order a Rabbit?? (2015)
- Re:Zero − Starting Life in Another World (2016)
- Matoi the Sacred Slayer (2016)
- Grimoire of Zero (2017)
- Girls' Last Tour (2017)
- Steins;Gate 0 (2018)
- Goblin Slayer (2018)
- Arifureta: From Commonplace to World's Strongest (2019)
- Cautious Hero: The Hero Is Overpowered but Overly Cautious (2019)
- Re:Zero − Starting Life in Another World 2nd Season (2020)

### Filme
- Steins;Gate: Fuka Ryōiki no Déjà vu (2013)
- Peacemaker Kurogane: Belief (2018)
- Peacemaker Kurogane: Friend (2018)
- Goblin Slayer: Goblin's Crown (2020)

### Jocuri
- Steins;Gate Elite (2018)